# Product/market fit
O product-market fit, também conhecido como ajuste do produto ao mercado, é o grau com que um produto satisfaz uma forte demanda de mercado. Ele é o primeiro passo para a criação de um empreendimento de sucesso, no qual a empresa atende aos primeiros usuários, obtém feedback e avalia o interesse em seus produtos.